# Aries (Gorillaz)
Aries è un singolo discografico del gruppo musicale britannico Gorillaz, pubblicato nel 2020 ed estratto dall'album Song Machine, Season One: Strange Timez. Il brano musicale vede la partecipazione del musicista britannico Peter Hook (Joy Division, New Order) e della cantante britannica Georgia.

## Tracce
- Download digitale

1. Machine Bitez #6 (with 2-D, Murdoc and Russel) – 0:54
2. Aries (featuring Peter Hook and Georgia) – 4:13
3. Machine Bitez #7 (with 2-D, Noodle, Murdoc and Russel) – 0:35

## Video
Il videoclip della canzone è stato diretto da Jamie Hewlett e Tim McCourt.